# Christian Birkenfeld
Christian Birkenfeld (* 8. August 1978 in Ulm) ist ein ehemaliger deutscher Basketballspieler.

## Laufbahn
Birkenfeld spielte im Nachwuchsbereich des SSV Ulm, ging 1996 für ein Jahr an eine Schule im US-Bundesstaat Florida und kehrte dann in seine Heimatstadt zurück. Dem 2,04 Meter großen Flügel- und Innenspieler gelang der Sprung in den Ulmer Bundesliga-Kader. Bis 1999 spielte er für die „Spatzen“ und kam auch im Europapokal zum Einsatz, im Spieljahr 1999/2000 gehörte er zum Aufgebot des SV Oberelchingen in der 2. Basketball-Bundesliga und 2001/02 in der Nordstaffel der zweiten Liga zur Mannschaft der BG 74 Göttingen.
2002 schloss sich Birkenfeld dem Zweitligisten USC Heidelberg an und lief bis 2006 für den Traditionsverein auf, wobei er die Saison 2004/05 aufgrund einer Zehenverletzung verpasste. Im Spieljahr 2006/07 verstärkte er den TV Langen (ebenfalls 2. Bundesliga).
Neben der Basketballlaufbahn absolvierte er ein Lehramtsstudium in den Fächern Englisch und Politikwissenschaft.

### Nationalmannschaft
Birkenfeld nahm 1996 mit der deutschen Juniorennationalmannschaft an der Europameisterschaft teil.